# Alien: Renașterea
Alien: Renașterea (engleză: Alien: Ressurection) este un film SF lansat în 1997 de 20th Century Fox. Regizat de francezul Jean-Pierre Jeunet, filmul se bazează pe scenariul lui Joss Whedon. Cu un buget de 70 $ milioane, Alien Resurrection a fost primul film din seria Alien filmat în afara Angliei, la studiourile Fox, în Los Angeles, California.
Alien Resurrection a fost lansat în 26 noiembrie 1997 și a primit rezultatele vizionării a mai mulți critici de film.

## Intriga
Alien Resurrection are loc la 200 de ani după Alien 3. Ellen Ripley (Sigourney Weaver) a fost clonată într-o navă militară aflată în spațiu USM Auriga, folosind mostre de sânge de pe Fiorina „Fury” 16. Cei din unitatea militară vor să extragă embrionul care era regina Alien implantată în corpul lui Ripley înainte de moartea sa în Alien 3. După ce extrag embrionul, cercetătorii decid să o lase în viață pe Ripley pentru studii viitoare. Aceștia cresc regina Alien și îi colectează ouăle. Rezultatul procesului de clonare, ADN-ul lui Ripley a fost amestecat cu cel al alien-lor, dezvoltând capacități precum rezistență sporită și reflexe, sânge acid și legătură empatică cu alienii. The Betty, o navă plină de mercenari, ajunge să livreze câțiva oameni răpiți aflați în hipersomn. Cercetătorii militari îi folosesc pe post de gazdă pentru alieni și cresc câțiva adulți pentru ai studia. Mercenarii o întâlnesc pe Ripley iar cel mai tânăr membru, Call (Winona Ryder) îi recunoaște numele. Aceștia încearcă să o omoare pe Ripley, crezând că ea va fi folosită pentru a crea mai mulți alieni. Call a ajuns prea târziu, alienii adulți au fost deja creați și au scăpat foarte repede, distrugând nava și ucigând o mare parte din echipaj. Dr. Wren (J. E. Freeman), unul dintre cercetătorii de pe navă, dezvăluie că Auriga se afla într-o situație de urgență și se întoarce spre pământ. Realizând că vor elibera alienii pe pământ, Ripley, mercenarii și încă câțiva oameni încearcă să scape cu nava Betty și să distrugă Auriga. Făcându-și drum prin nava distrusă, câțiva dintre ei sunt uciși de alieni. Call dezvăluie că este android după ce Wren îi trădează. Folosindu-se de abilitățile ei de a controla sitemul navei, aceștia programează ca nava să aibă o coliziune cu pământul, sperând că alienii vor fi distruși în prăbușire. Ripley își dă seama că și regina Alien a primi abilități din ADN-ul ei, astfel putând să creeze și să dea naștere fără a mai avea nevoie de ouă sau gazdă. Din acestea rezulta o combinare cu trăsături între om și alien, recunoscând-o pe Ripley ca mamă și pe regina Alien ca dușman, ucigând-o. Ripley și mercenarii ajung pe Betty, dar când pornesc, hibridul om/alien o atacă pe Call și pe Ripley. Ripley îl ucide folosind sângele acidc pentru a face o gaură într-un geam mic prin care creatura este absorbită violent în spațiu. Supraviețuitorii scapă, iar Auriga se prăbușește pe pământ.

## Distribuție
- Sigourney Weaver în rolul lui Ellen Ripley[8]
- Dan Hedaya în rolul lui General Perez[9]
- J. E. Freeman în rolul lui Dr. Wren
- Brad Dourif în rolul lui Dr. Gediman
- Carolyn Campbell în rolul lui Dr. Williamson
- David St. James în rolul lui Dr. Sprague
- Raymond Cruz în rolul lui DiStephano
- Michael Wincott în rolul lui Frank Elgyn
- Kim Flowers în rolul lui Sabra Hillard
- Gary Dourdan în rolul lui Christie
- Ron Perlman în rolul lui Johner
- Dominique Pinon în rolul lui Vriess,
- Winona Ryder în rolul lui Annalee Call
- Leland Orser în rolul lui Purvis
- Tom Woodruff, Jr. în rolul lui Alien-ul lider
- Marlene Bush în rolul unui om de știință

## Creaturile
Compania Amalgamated Dynamics Incorporated (ADI) care a lucrat la efectele speciale și la Alien 3, a fost angajată din nou. Fondatorii Tom Woodruff, Jr. și Alec Gillis au mai lucrat cu Stan Winston la filmul Aliens. ADI s-au bazat pe scenariu când au produs și modificat creatura Alien. După ce au primit acceptul regizorului, ADI au început să facă sculpturi, picturi și modele de mărime naturală. Aceștia au fost rugați ca hibridul om/alien să arate mai mult a om decât a alien. Au încercat să facă creatura să semene cu cea din filmul Species (1995). Dupa ce au terminat modificările l-a creatură, aceasta exprima alt caracter decât o mașină de ucis. Acesteia i-au fost adăugate organe genitale feminine și masculine, ceea ce 20th Century Fox nu a acceptat astfel fiind eliminate în timpul filmăriilor folosind diferite efecte speciale digitale și alte tehnici.

## Lansarea
Alien Resurrection a fost lansat pe VHS în 1 iunie 1998, împreună cu cartea Making of Alien Resurrection lansata la 1 decembrie. În 2003, Jeunet a inclus o versiune alternativă a filmului pe Alien Quadrology DVD cu diferite credite la început și sfârșit, care au fost tăiate original datorită bugetului mic. Alien Resurrection: Collector's Edition a fost lansat în data de 6 iunie 2004 ce conținea două discuri din setul Quadrology. Cel de-al doilea disc, numit One Step Beyond: The Making of Alien Resurrection arăta peste două ore de producție, pre-producție, post-producție, teste șcenice, comentarii audio de la echipa și interpreți.

## Muzica
Compozitorul John Frizzel a fost încurajat de un prieten să compună soundtrack-ul filmului Alien Resurrection. Frizzel a trimis patru casete și a fost sunat de 20th Century Fox, întrebându-l despre a patra casetă, ce conținea muzica din The Empty Mirror. Impresionați de lucrul său, reprezentantul Fox, Robert Kraft a avut o întâlnire cu Frizzel pe care l-a angajat. Frizzel a petrecut șapte luni scriind și înregistrând. Într-un final, a avut loc o combinare între prima versiune și cea de-a treia versiune trimisă de Frizzel la Fox, de aici ieșind soundtrack-ul filmului Alien Resurrection.

## Filmările
Alien Resurrection a fost filmat la studiourile Fox în Los Angeles, California, din octombrie 1996 până în februarie 1997. Jeunet a avut dificultăți în securizarea studioului pentru că se filmau blockbuster-uri ca  Titanic, Starship Troopers și The Lost World: Jurassic Park. Alien Resurrection era primul din seria Alien care se filma în afara Angliei, o decizie luată de Weaver. Scenele sub apă au fost făcute primele, și pentru filmarea lor s-a construit un tanc de 36/46 metri, 4,5 metri adâncime și mai conținea 548,000 de galoane de apă. Din cauza filmării acvatice, abilitatea de a înota a fost necesară pentru echipă și interpreți. Actorii s-au antrenat în piscine la Los Angeles cu diverși profesioniști pentru a învăța să folosească echipamentul. Aceștia au mai adăugat încă
două săptămâni și jumătate de antrenament ce a avut loc la studiouri cu coordonatorul de cascadorii Ernie Orsatti și cu cameramanul acvatic Peter Romano. La scena cu înotul, Winona Ryder a avut probleme, deoarece aproape că s-a înecat în trecut la vârsta de 12 ani și de atunci nu a mai intrat în apă. Ea a sugerat să fie înlocuită de o dublură, dar știa că audiența își va da seama datorită diferenței lungimii părului. A filmat scena cu înotul, dar a suferit de anxietate prima zi de filmări. Regizorul Jeunet a vrut să expună noile puteri a lui Ripley, precum și o scenă în care Ripley aruncă o minge de baschet direct în coș în timp ce merge cu spatele. Weaver s-a antrenat zece zile și nimerea din 6 încercări unu, deși distanța necesară pentru filmări era mult mai lungă. Jeunet s-a folosit de calculator și de o mașină de aruncat mingi reușind să termine scena cu succes.